# Marcia Fudge
Marcia Louise Fudge (Cleveland, 29 ottobre 1952) è una politica statunitense, Segretario della Casa e dello Sviluppo urbano nell'amministrazione Biden dal 2021 al 2024. Dal 2008 al 2021 è stata inoltre membro della Camera dei Rappresentanti per lo stato dell'Ohio.

## Biografia
Nata a Cleveland, Ohio, nel 1952, Fudge si è diplomata nel 1971 alla Shaker Heights High School e ha conseguito il Bachelor of Science in Business presso la Ohio State University nel 1975.  Nel 1983, ha conseguito un dottorato in giurisprudenza presso la Cleveland State University.
Dopo il college, lavorò come impiegata e dopo la laurea nell'ufficio del procuratore della contea di Cuyahoga come direttore del bilancio e delle finanze. Fudge ha anche lavorato come revisore contabile per il dipartimento fiscale immobiliare della contea e occasionalmente è stata giudice in visita e arbitro capo per l'arbitrato.
Fudge è stato sindaco di Warrensville Heights, Ohio, dal 2000 al 18 novembre 2008. Fu la prima donna e il primo sindaco afroamericano della città. Fudge è stata anche responsabile dello staff della rappresentante degli Stati Uniti Stephanie Tubbs Jones durante il primo mandato di Jones al Congresso. Ha anche fatto parte del consiglio di amministrazione della Cleveland Public Library.
Dopo la morte di Stephanie Tubbs Jones il 20 agosto 2008, un comitato di leader democratici locali ha scelto Fudge come sua sostituta al ballottaggio di novembre. Questo fatto ha assicurato virtualmente la sua elezione nel distretto fortemente democratico e a maggioranza nera.  Fudge ha vinto le elezioni generali del 4 novembre, sconfiggendo il repubblicano Thomas Pekarek con l'85% dei voti.